# Heiningen (Baden-Württemberg)
Heiningen è un comune tedesco di 5 480 abitanti, situato nel land del Baden-Württemberg.